# Peter Caffrey
Peter Caffrey (Dublin, Ierland, 18 april 1949 - Manchester, Groot-Brittannië, 1 januari 2008) was een Iers acteur. Hij werd het bekendst door zijn rol in de televisieserie 'Ballykissangel'.
Caffrey speelde in zijn schooltijd al graag in toneelstukken, maar op dat moment wilde hij eigenlijk priester worden. Hij sloot zich aan bij een kloosterorde, maar raakte ineens zijn interesse in het priesterschap kwijt en kwam als atheïst uit het klooster. Jaren later zou hij nog wel in de rol van priester kruipen in de televisieserie Coronation Street. Caffrey studeerde vervolgens Engels aan UCD in Dublin en ging daarna lesgeven.
Zijn acteerdebuut maakte hij via een kennis die hem een rol gaf in een stuk. In die tijd deelde Caffrey in Dublin een appartement met acteur Liam Neeson. In 1978 speelde hij een rol in de experimentele film On A Paving Stone Mounted naast Ierse acteurs als Stephen Rea en Gabriel Byrne.
Later kreeg Caffrey bekendheid bij het grote publiek door mee te spelen in populaire series als Coronation Street, Saracen en Casualty.
In 1992 werd bij hem mondkanker geconstateerd. Aanvankelijk zou een deel van zijn tong verwijderd moeten worden, maar door een nieuwe techniek met radiotherapie was dat niet meer nodig. Normaal spreken zoals hij gewend was kon Caffrey niet meer, maar hij bleef wel acteren.
In de late jaren negentig hervatte hij zijn loopbaan en kreeg de rol van garagehouder Padraig O'Kelly in de BBC-serie 'Ballykissangel'. De serie was een groot succes en trok in Groot-Brittannië miljoenen kijkers. Hij verliet de serie rond 1999 weer.
Zijn gezondheid liet hem in 2000 opnieuw in de steek toen hij een hartaanval kreeg. Hij raakte deels verlamd en ook zijn spraakvermogen dat al zo was aangetast verslechterde. Met veel oefening en stemtherapie leerde hij weer redelijk spreken, maar de verlamming bleef aanwezig.
In 2005 speelde hij nog een rol in de Ierse film 'Sweet Dancer', die om onduidelijke redenen nooit is uitgebracht.
Caffrey is de hartaanval nooit goed te boven gekomen en daardoor had hij een zwakke gezondheid gekregen. Hij overleed op 1 januari 2008 in het Britse Manchester op 58-jarige leeftijd.